# National and Transnational Serious Crimes Investigation Unit

La National and Transnational Serious Crimes Investigation Unit (en français : « Unité d'enquête sur les crimes nationaux et transnationaux sérieux ») ou NTSCIU est une agence officielle tanzanienne créée en 1998 pour lutter contre le terrorisme, en réaction à l'attaque de l'ambassade américaine de Dar es Salam ; la NTSCIU est composée d'une soixantaine d'hommes. En novembre 2014, avec la collaboration de l'organisation non gouvernementale PAMS Foundation, elle est dotée d'une force spéciale destinée à la lutte contre le braconnage des éléphants et le trafic d'ivoire. Elle a arrêté 870 braconniers et saisi plusieurs centaines d'armes depuis lors.